# Match des champions 2013
Il Match des champions 2013 è la 9ª edizione del Match des champions.
Si è disputato il 23 settembre 2013 tra i seguenti due club:
- JSF Nanterre, campione di Francia 2012-13
- Paris-Levallois, vincitore della Coppa di Francia 2012-13

## Finale
| Arbitri: | Jeanneau Antiphon Karaquillo |

| |            | |
| Daniels, Leslie 17 | Punti      | 21 Lang |
| Judith, Meacham 5 | Assist     | 7 Albicy |
| Leslie 8 | Rimbalzi   | 10 Lang |
| 6 Daniels• 8 Jaiteh• 11 Thomas• 14 Meacham• 15 Leslie 4 Nzeulie• 5 Judith• 10 Boutsiele• 12 Cardoso• 13 Passave-Ducteil | Formazioni | 4 May• 5 Ewing• 6 N'Doye• 15 Williams• 20 Albicy 7 Labeyrie• 8 Anagonye• 9 Lang• 10 Oniangue• 16 Poirier• 18 Aboki• 19 Sane |
| Pascal Donnadieu | Allenatori | Gregor Beugnot |